# Ярмоленко Панас Миколайович
Панас Миколайович Ярмоленко (1886, Мала Каратуль, нині Бориспільський район, Київська область — 20 травня 1953) — український народний художник, представник «наївного мистецтва».

## Біографія
В сім'ї було п'ятеро дітей — донька і чотири сини, але троє дітей померли молодими, залишились лише Панас і молодший на два роки Архип. До війни працював Панас Миколайович у колгоспі ім. Ватутіна у селі Мала Каратуль, а також на своєму полі. Обидва брати Ярмоленки були у війську під час Першої світової війни. На фотокартках того часу, що зберігає в родинному архіві внучка Панаса Ярмоленка Людмила Догодько, її дід у військовій формі царської російської армії з санітарним хрестом на рукаві. Ймовірно, служив фельдшером. Повернувшись у відпустку з війська, Панас Ярмоденко у 1917 році одружився з дівчиною із сусіднього села Лецьки Уляною Чередниченко. Художник мав дві доньки — Якилину (Келю), 1918 р. н., та Галину, 1923 р.н. Понад 10 років Панас Ярмоленко жив з родиною у Переяславі, де працював художником у місцевому клубі, а також викладав малювання в школі № 1.

## Творчість
Про його навчання живопису майже нічого не відомо. Збереглися неперевірені дані, що художник ще підлітком десь короткий час навчався малярства у Переяславі. Найбільш плідними для художника були 1932—1945 роки, багато його робіт позначено саме цими датами. Малював він і краєвиди Переяславщини, жанрові сцени, та найбільш виразними були портрети його односельців, родичів, малював свою родину, жінку, доньок, родичів — Ярмоленків і Чередниченків. Найбільше його картин збереглося в рідному селі Малій Каратулі, в Лецьках, де жила родина дружини Уляни. В околишніх селах — Завальцях (Травневе), Вінинцях, Переяславі на Підварках, у Великій Каратулі, Стовп'ягах, Мазінках, Ташані. Навіть у збереженій частині творчого спадку Панаса Миколайовича Ярмоленка постає в портретах ціла історія Переяславщини.
Роботи Панаса Ярмоленка зберігаються у музеях та приватних колекціях, зокрема у Мережевому атласі народного мистецтва «КРОВЕЦЬ»